# Maidbronn
Maidbronn is een plaats in de Duitse gemeente Rimpar, deelstaat Beieren, en telt 1012 inwoners (2007).